# Notação de percussão
Notação de percussão é um tipo de sistema de escrita musical que indica as notas, em uma pauta com uma clave rítmica (composta por duas linhas verticais) ou em uma tablatura, a serem tocadas nos instrumentos de percussão pelo percussionista.

## Símbolos
Assim como outras formas de notação musical, os sons ou o momento de baques nos instrumentos são representados por símbolos, semelhante as figuras musicais, que são geralmente escritos em uma pauta. A altura de cada símbolo na pauta define o instrumento de percussão a ser usado (conforme grave, médio e, agudo), assim como na notação tradicional a figura de cada nota ou pausa representa a duração do símbolo.

### Tambores

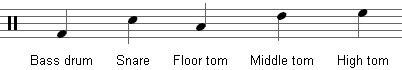
Da esquerda à direita: bumbo, caixa, surdo, tom-tom médio, tom-tom menor.

### Pratos

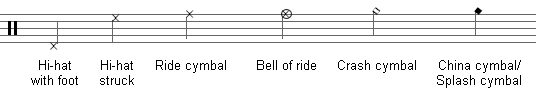
Da esquerda à direita: chimbau com pedal, chimbau com baqueta, condução, topo da condução, ataque, chinês/corte.

### Articulações

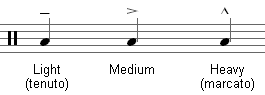
Da esquerda à direita: leve (tenuto), médio, acentuado (marcato).

## Tablatura
A tablatura de bateria é uma forma simplificada de notação de percussão direcionada especialmente à bateria. Ao invés das notas com duração vistas na pauta, ela possui uma série de X e O que representam a batida em cada parte do instrumento. O tempo é geralmente estipulado por uma linha de texto abaixo da tablatura.
```
HH|x-x-x-x-x-x-x-x-|x-x-x-x-x-x-x-x-|x-x-x-x-x-x-x-x-|x-x-x-x-x-x-x-x-|
SN|----o-------o---|----o-------o---|----o-------o---|----o-------o-o-|
B |o-------o-------|o-------o-------|o-------o-------|o-------o-------|
```

(uma batida 4/4 simples.)
| Símbolo | Significado       |
| ------- | ----------------- |
| CC      | ataque            |
| HH      | chimbau           |
| Rd      | condução          |
| SN      | caixa             |
| T1      | tom-tom menor     |
| T2      | tom-tom médio     |
| FT      | surdo             |
| B       | bumbo             |
| Hf      | chimbau com pedal |

| Símbolo | Significado                                       |
| ------- | ------------------------------------------------- |
| -x-     | chimbau                                           |
| -X-     | chimbau com pedal parcialmente alivado, ou ataque |
| -o-     | chimbau com pedal aliviado                        |
| -#-     | bater o prato e segurá-lo logo a seguir           |
| -s-     | corte                                             |
| -c-     | china                                             |
| -b-     | topo da condução                                  |
| -x-     | chimbau com o pedal                               |

| Símbolo | Significado            |
| ------- | ---------------------- |
| -o-     | batida                 |
| -O-     | batida acentuada       |
| -g-     | nota fantasma          |
| -f-     | rudimento              |
| -d-     | arrastar               |
| -b-     | roll leve              |
| -B-     | roll acentuado         |
| -@-     | batida no aro da caixa |